# Via Duomo

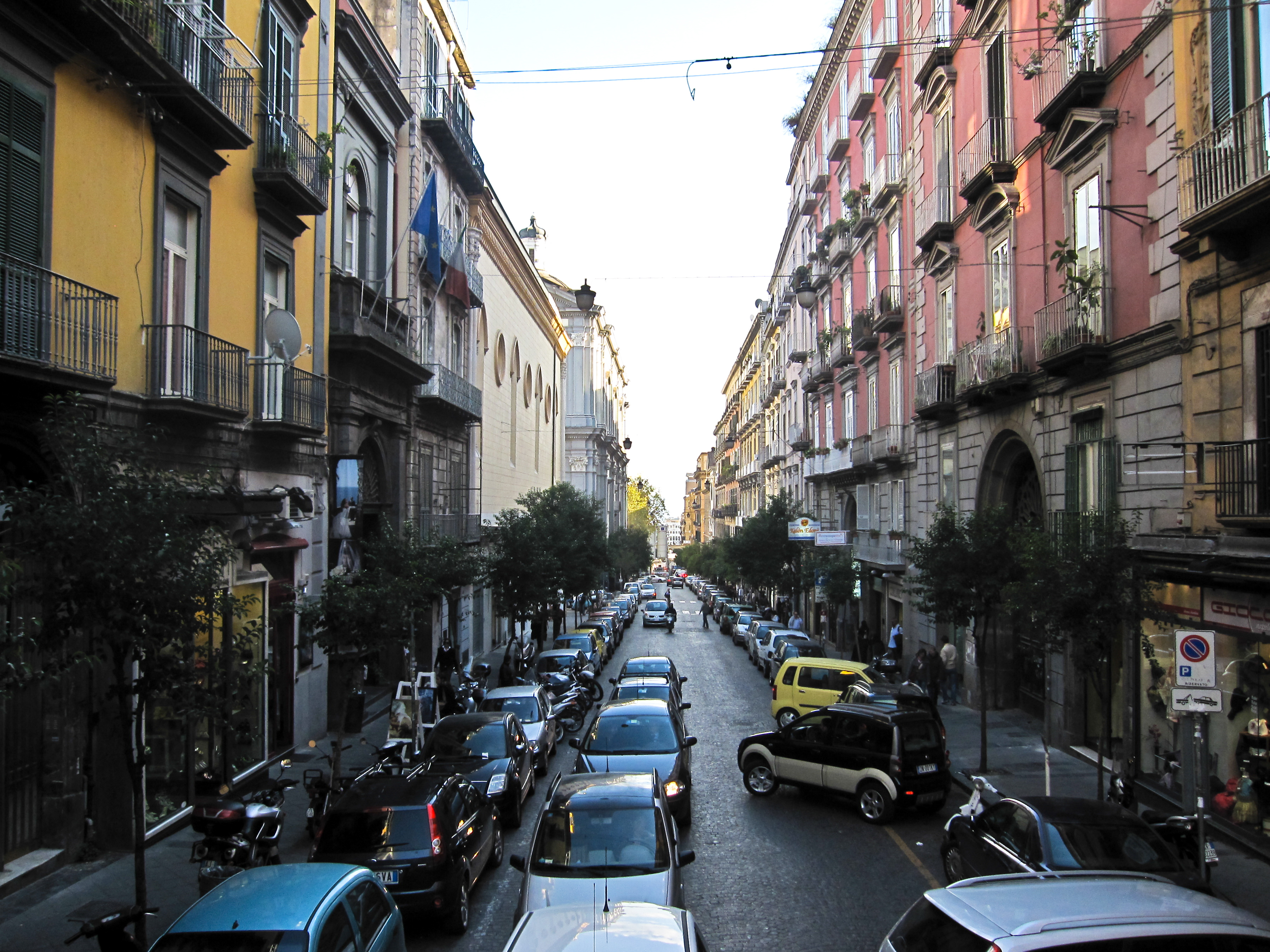
Via Duomo.

La Via Duomo es una calle situada en el centro histórico de Nápoles, Italia, con una longitud de unos 1200 metros, que parte de la Via Foria y termina en la Via Marina, cruzándose poco antes con el Corso Umberto I en la Piazza Nicola Amore. Su nombre deriva de la presencia del Duomo o Catedral de Nápoles.

## Historia
La Via Duomo es el cardo maior, el más largo y grande de los antiguos cardos de la ciudad. Por este motivo, se cruza con los tres decumanos principales de Nápoles: el Decumano mayor, el superior (Via dell'Anticaglia) y el inferior (Spaccanapoli).

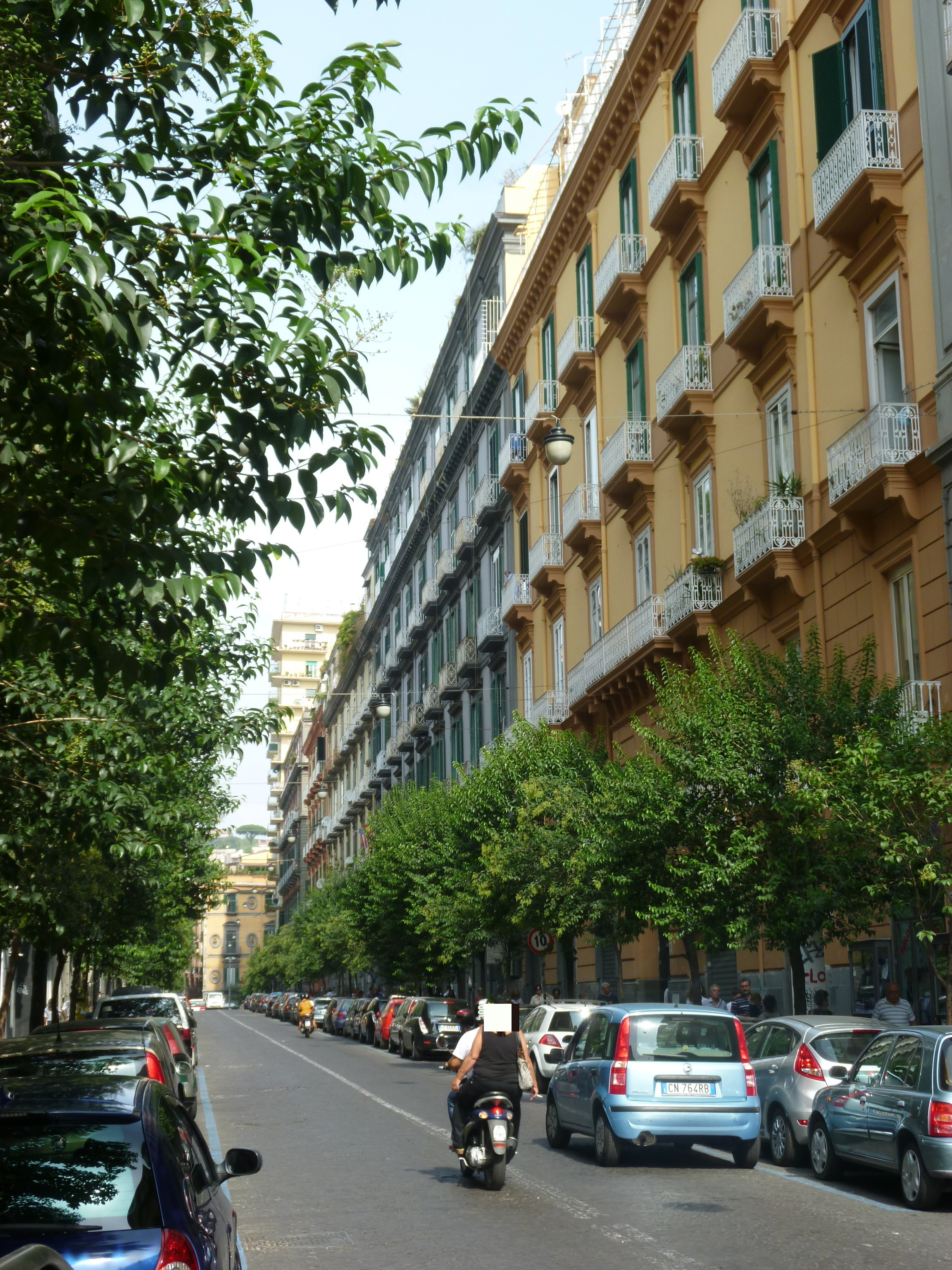
La calle hacia la Via Foria.

Sin embargo, esta calle no ha tenido siempre sus dimensiones actuales, que recibió en época reciente. Antes de esta intervención urbanística era un común callejón similar a muchos otros, que se llamaba Vico del Tarì o Vico del pozzo bianco hasta el decumano superior y desde aquí hasta el Duomo Vico Gurgite. En la Edad Media se llamaba vicus radii solis (calle del rayo de sol) en honor a Apolo, que tenía su templo bajo la basílica de Santa Restituta.
No fue hasta la edad borbónica cuando se proyectó el ensanchamiento del antiguo cardo para crear una conexión directa norte-sur entre la Via Foria y la Via Marina. En 1853 Fernando II de Borbón aprobó el trazado propuesto por Luigi Cangiano y Antonio Francesconi, mientras se exigían notables modificaciones al proyecto anterior de 1839, elaborado por Federico Bausan y Luigi Giordano, pero estos proyectos no tuvieron aplicación práctica.

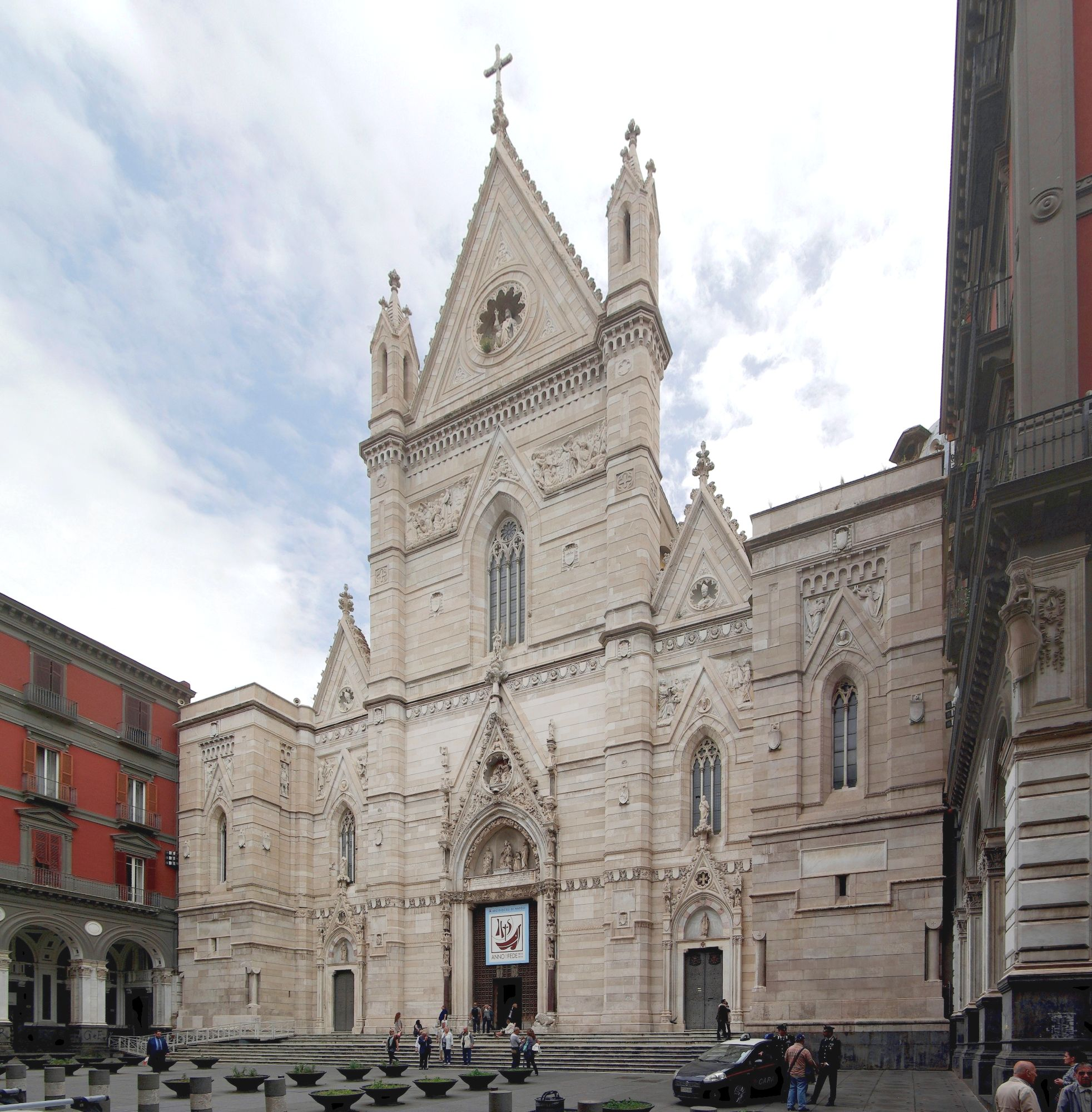
El Duomo o Catedral de Nápoles, que da nombre a la calle.

En 1860, Francisco II de Borbón ordenó que la calle tuviera sesenta palmos de anchura, alcanzara el obispado y que la dirección de las obras se confiara a Cangiano y Francesconi; sin embargo, los inminentes sucesos políticos impidieron su ejecución. El proyecto presentado en 1853 fue confirmado por Garibaldi, en el decreto que publicó el 18 de octubre de 1860; en él se preveía el ensanchamiento de uno de los cardos del trazado griego, limitando la intervención en el lado derecho a las fachadas de los edificios preexistentes (los pasillos, escaleras y patios aún conservan su aspecto original).
En marzo del 1861 se anunció finalmente la adjudicación de las obras, que durarían hasta 1868 en el tramo hasta el obispado; la prolongación hasta la Via San Biagio dei librai y la Via Vicaria Vecchia se completó en 1870, mientras que para la conexión con la Marina se debió esperar hasta 1880, cuando se demolió una nave y se reconstruyó la fachada de la iglesia de San Giorgio Maggiore. La construcción de los edificios en este tramo se incluiría en las obras del risanamento.
La calle recibió a finales de la Primera Guerra Mundial y por poco tiempo el nombre del entonces presidente de los Estados Unidos Woodrow Wilson.
Durante el período de la junta municipal presidida por Rosa Russo Iervolino se renovó el pavimento, las aceras y el mobiliario urbano.
Desde septiembre de 2011 hasta verano de 2013 el tramo de la calle delante del Duomo se cerró al tráfico convirtiéndose en un carril preferencial de uso exclusivo de los medios públicos y los residentes en dicho tramo, mientras que un año después, a la altura de la Piazza del museo Filangieri, se activó uno de los accesos electrónicos de la zona de tráfico limitado del centro histórico. Estas intervenciones han tenido como objetivo la progresiva disminución del tráfico para mejorar este importante recorrido turístico.

## Descripción

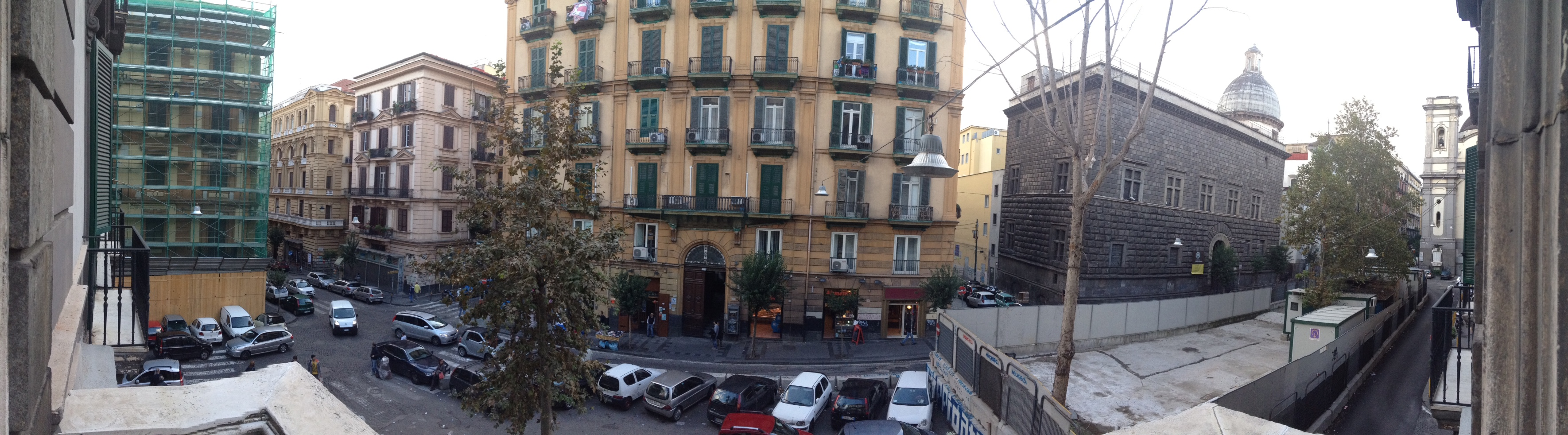
Scorcio de la Piazza Museo Filangieri. A la derecha se puede ver el Palazzo Cuomo.

La calle es rica en importantes palacios cuya historia recorre los siglos de la historia napolitana. En la Piazza Museo Filangieri, en el tramo de la calle más cercano a la Piazza Nicola Amore, se encuentra el histórico Palazzo Como (o Cuomo), sede del Museo Civico Gaetano Filangieri.
También son importantes las iglesias situadas en la calle, entre ellas San Severo al Pendino y San Giorgio Maggiore, construida sobre la planta de una antigua basílica de la que conserva aún muchos elementos arquitectónicos. Recorriendo la calle, todavía subiendo, se cruza la Via Vicaria Vecchia, entrada a la zona de Forcella, desde donde se ven los característicos e históricos callejones de Nápoles.
Continuando subiendo, a la izquierda se cruza con las calles del antiguo centro greco-romano y a la derecha está la extensión de la ciudad más allá de las antiguas murallas. La catedral ocupa la parte central de la calle. Antes del Duomo está situada la valiosa Quadreria dei Girolamini que tiene sede en el claustro de la iglesia homónima.
En el número 152, casi frente al Duomo y al lado del convento de los Girolamini, se encuentra el monumental Palazzo Miradois, cuyo vestíbulo engloba las bóvedas de crucería de la iglesia tardomedieval de San Stefanello. Desde el patio del palacio se puede ver la valiosa escalera barroca.
Siguiendo hacia la Piazza Cavour, se cruza con el decumano superior, Via Anticaglia: cerca de este cruce es visible a la izquierda la iglesia de San Giuseppe dei Ruffi, mientras que girando a la derecha están el Museo Diocesano de Nápoles en el interior de la iglesia de Santa Maria Donnaregina Nuova y el Palacio Arzobispal.
Actualmente, la calle es rica en tiendas. Son famosas las sasterías de vestidos de novia que recogen la herencia del antiguo arte sartoriale napolitano. Finalmente, Libero Bovio vivió y murió en el número 45; desde 1992 hay en la fachada del edificio una placa en recuerdo a este gran poeta.